# Rise of Nations: Rise of Legends
Rise of Legends (Abk. RoL, engl. für „Aufstieg der Legenden“, voller Titel: Rise of Nations: Rise of Legends) ist ein für Windows entwickeltes Echtzeit-Strategiespiel von Big Huge Games, das im Mai 2006 von Microsoft Game Studios veröffentlicht wurde. Es ist der Nachfolger des im Jahre 2003 veröffentlichten Rise of Nations (engl. für „Aufstieg der Nationen“). Im Gegensatz zum Vorgänger, welcher mit einem historischen Hintergrund aufwartet, ist Rise of Legends in der Fantasiewelt Aio angesiedelt, in der Magie und eine auf Dampfmaschinen basierende Technologie nebeneinander existieren (Steampunk). Die im Spiel vorkommende Ressource Timonium ist eine Anlehnung an den Firmensitz von Big Huge Games in Maryland.

## Handlung
Giacomo, Erfinder aus der Vincistadt Miana, muss die Ermordung seines Bruders Petruzzo mitansehen. Er schwört dem für den Mord verantwortlichen Dogen Rache. Die Jagd nach dem Mörder (und seinen Hintermännern) führt den Spieler in drei Feldzügen vom Reich der Vinci über das Alin-Territorium in die Welt der Cuotl. Im Lauf der Zeit lernt Giacomo mächtige Helden kennen, die im Kampf eingesetzt werden dürfen. Das Spiel auf der Kampagnenkarte (Helden aufwerten, Stadtbezirke bauen, Einheiten rekrutieren) ist dem von Rome: Total War recht ähnlich, wenngleich Rise of Legends hier deutlich einfacher abläuft. Die Missionen spielen sich sehr unterschiedlich und es wurden sehr kreative Ideen eingebaut.
Es gibt drei Akte:
- Die Vinci-Kampagne: Vergeltung
- Die Alin-Kampagne: Verderbtheit
- Die Cuotl-Kampagne: Wiedergeburt

## Spielprinzip
Rise of Legends behält die meisten der innovativen Features aus Rise of Nations wie etwa Städtebau, Ländergrenzen, Einheitenverschleiß, Assimilation, nicht zugrunde gehende Ressourcen und die Welteroberungskampagne bei. Darüber hinaus hat Rise of Legends viele eigene Features wie z. B. baubare Stadtteile, Heldeneinheiten, Dominanz, ein vereinfachtes Ressourcenmanagement (lediglich zwei Ressourcentypen pro spielbarer Rasse) und neutrale, zu erobernde Stämme, Gebäude und Einheiten. Gegenüber Rise of Nations gibt es nur drei spielbare Völker. Zu diesen gehören die Vinci, die ihre Stärke aus der Technik und Wissenschaft schöpfen, die magiebegabten Alin, Herrscher über die Elemente Sand, Feuer und Glas, und die Cuotl, das Dschungelvolk, die am ehesten an eine Mischung aus Azteken und dem Film Stargate erinnern.
Spielgefühl, Forschungen, Einheiten und Ressourcenmanagement der drei Rassen unterscheiden sich erheblich und ähneln dem vom Blizzard Entertainment entwickelten Erfolgsspiel StarCraft.

## Entwicklung
Rise of Legends verwendet dieselbe Technik wie Rise of Nations. Im Vergleich zu Rise of Nations wurden das Budget und die Teamgröße für die Entwicklung erhöht.

## Rezeption
Das Spiel erhielt hohes Kritikerlob. Das Magazin Gamespy zeichnete das Spiel bei der Wahl der besten Spiele 2006 mit dem Preis für herausragende Leistung beim Art Design aus. Dennoch blieben die Verkäufe unter den Erwartungen. Rise of Legends konnte im Vergleich zu Rise of Nations gerade einmal ein Drittel der Kopien absetzen. Microsoft kündigte daraufhin den Vertrag über die Entwicklung von Rise of Nations 2.

## Markenrechte
Im Mai 2012 wurde Entwickler Big Huge Games wegen der Insolvenz der Firmenmutter 38 Studios geschlossen. Am 11. Dezember 2013 wurden die Marken und Technologien des Unternehmens versteigert, darunter auch die Rechte am Namen und den Spielen von Big Huge Games. Die Rechte an Rise of Nations/Rise of Legends – darunter auch ein fertig entwickeltes, aber bis dato unveröffentlichtes iOS-Spiel mit dem Namen Rise of Nations: Tactics – sowie die Namensrechte an Big Huge Games fanden für 320.000 US-Dollar einen unbekannten Käufer. Im Mai 2014 gab sich Microsoft mit der Ankündigung einer „Extended Edition“ des Vorgängertitels Rise of Nations als Käufer zu erkennen.